# Петров, Михаил Назарович
Михаил Назарович Петров (1826—1887) — русский историк.

## Биография
Родился в Вильне 3 (15) ноября 1826 года. Отец его был новокрещёный мордвин.
После окончания в 1844 году Виленской гимназии, попечитель Белорусского учебного округа направил его учиться на казённый счет в Харьковский университет. Окончил в 1848 году его словесное отделение; его кандидатское сочинение «Цивилизация галло-франков во времена Меровингов», основанное на лучших пособиях французской художественной школы (Тьерри, Гизо) осталось ненапечатанным. Степень магистра всеобщей истории он получил за диссертацию «О характере государственной деятельности Людовика XI» (1850), степень доктора — за диссертацию «Новейшая национальная историография в Германии, Англии и Франции» (Харьков, 1861), которую защитил в 1865 году в Московском университете и которая стала результатом его двухлетней заграничной командировки (1858—1860), где он познакомился с системой преподавания в западноевропейских университетах, посещал лекции и семинары Л. Ранке, Г. Зибеля, И.-Г. Дройзена, Ж. Мишле, установил дружеские контакты с видными представителями чешской и словацкой историографии романтического направления Ф. Палацким и П.-Й. Шафариком, работал в библиотеках и музеях.
С 1851 года он начал преподавательскую деятельность в Харьковском университете, которая продолжалась до 1886 года. Получив докторскую степень и звание ординарного профессора (1866), в 1868 году он напечатал свои знаменитые «Очерки из всеобщей истории», которые пользовались большой популярностью и были рекомендованы Министерством народного просвещения Российской империи для использования в учебном процессе и выдержали 4 издания (2-е изд. под заглавием «Из всемирной истории». — Харьков, 1882; 3-е изд. — 1896).
В 1881 году в статье «Историческая подготовка. Pro domo sua» («Южный край». — 1881, декабрь) он с большим остроумием показал неудовлетворительность наиболее распространённых учебников (особенно, общепринятых руководств Д. И. Иловайского) и самой постановки преподавания истории в гимназиях. У не было личного педагогического опыта преподавания в средних учебных заведениях и поэтому ему не удалась начатая им в последние годы работа по составлению учебника по всеобщей истории для гимназий. Однако его «Лекции по всемирной истории», напечатанные посмертно в 1888 году(в 4-х тт.; том 4 — в 1890), в Харькове, по отзыву В. Г. Васильевского были удостоены Министерством народного просвещения Большой премией имени императора Петра Великого. Важным достоинством этой работы является богатство библиографических указаний. Не все части этого сочинения были одинаково тщательно обработаны самим М. Н. Петровым, так что была необходимость в примечаниях и вставках (подчас довольно значительных, особенно вставки редактора профессора В. К. Надлера во 2-м томе). В 1904—1908 годах вышло 2-е издание, обработанное и дополненное А. С. Вязигиным:
- История древнего мира / … в новой обработке и с доп. А. Н. Деревицкого. — 1907. — XX, 397 с.
- История средних веков. Ч. 1. Время происхождения новых государств Европы и Азии; Ч. 2. Время от крестовых походов до исхода XV столетия. — 1906—1908. — VI, 162 с.; VI, 150 с.
- История новых веков (Реформационная эпоха) / … испр. и доп. в обработке проф. В. П. Бузескула. — 1904. — XII, 226 с.
- История новых веков (От Вестфальского мира до Конвента) / … испр. и доп. в обработке проф. В. П. Бузескула. — 1905. — X, 248 с.

Умер в Харькове 24 января (5 февраля) 1887 года.